# Carniola Interior
Carniola Interior (en esloveno: Notranjska) fue un kreis de una de las Tierras de la Corona de los Habsburgo desde el año 1849 hasta 1919 y es hoy en día es una región tradicional de la República de Eslovenia. Su centro administrativo y económico de la región es la ciudad de Postojna, mientras que otros centros de menor importancia son Logatec, Cerknica, Pivka e Ilirska Bistrica.